# Augustus 2022
Dit artikel geeft een chronologisch overzicht van de belangrijkste gebeurtenissen per dag in de maand augustus van het jaar 2022.

## Gebeurtenissen

### 1 augustus
- Vanuit de Oekraïense havenstad Odessa vertrekt de Razoni (die vaart onder de vlag van Sierra Leone) met aan boord een lading mais, als eerste schip nadat Rusland en Oekraïne met bemiddeling van Turkije een akkoord over hervatting van de graanexport bereikten. Als gevolg van de Russische invasie van Oekraïne was de graanexport vanuit Oekraïne vrijwel volledig stilgevallen.[1]

### 2 augustus
- De Amerikaanse autoriteiten maken bekend dat op 31 juli in de Afghaanse hoofdstad Kabul Al Qaida-leider Ayman al-Zawahiri door middel van een raketaanval vanaf een Amerikaanse drone is gedood.[2]

### 3 augustus
- Nancy Pelosi, de Democratische voorzitter van het Huis van Afgevaardigden (Verenigde Staten), brengt een controversieel bezoek aan Taiwan, tot ongenoegen van China.[3] Een dag later begint China met vooraf aangekondigde militaire oefeningen rondom Taiwan, waarbij onder andere raketten worden afgeschoten.[4]

### 5 augustus
- Bij aanvallen door het Israëlische leger op de Gazastrook vallen volgens berichten van Palestijnse zijde zeker 10 doden, Israëlische bronnen spreken van 15 doden. De Israëlische aanvallen zijn met name gericht tegen Islamitische Jihad.[5]
- Het Oekraïense staatenergiebedrijf Energoatom meldt dat hoogspanningskabels van de Kerncentrale Zaporizja – die sinds maart in handen is van de Russen – zijn geraakt door artilleriebeschietingen. Ook zou er op het terrein brand zijn uitgebroken. Volgens Energoatom werkt de centrale nog en is geen sprake van verhoogde stralingsniveaus.[6]
- Het Europees Informatiesysteem voor Bosbranden (EFFIS) maakt bekend dat er in Frankrijk sinds 1 januari 2022 470 vierkante kilometer gebied is getroffen door bos- en natuurbranden, wat nu al meer is dan in alle eerdere jaren waarin dit is bijgehouden.[7]

### 6 augustus
- Bij een busongeluk in Kroatië komen 12 rooms-katholieke pelgrims uit Polen om het leven, mogelijk doordat de chauffeur in slaap viel. De bus was onderweg naar Međugorje.[8]
- Indiana keurt als eerste staat van de Verenigde Staten de afschaffing van het recht op abortus goed. Het Amerikaanse Hooggerechtshof maakte eind juni een eind aan Roe v. Wade, waarmee het abortusrecht tot dan toe op landelijk niveau werd beschermd.[9] (Lees verder)
- In het London Royal Hospital overlijdt de 12-jarige Archie Battersbee nadat artsen zijn gestopt met het toedienen van zuurstof. De jongen had vermoedelijk meegedaan aan een choking game. Volgens de artsen was hij al langer hersendood, maar zijn ouders bleven het beëindigen van zijn behandeling aanvechten tot aan het Europees Hof voor de Rechten van de Mens.[10][11]

### 8 augustus
- De Federal Bureau of Investigation doet een huiszoeking bij oud-president Donald Trump.[12] Als reden hiervoor wordt onder andere het overtreden van de Spionagewet genoemd.[13]

### 12 augustus

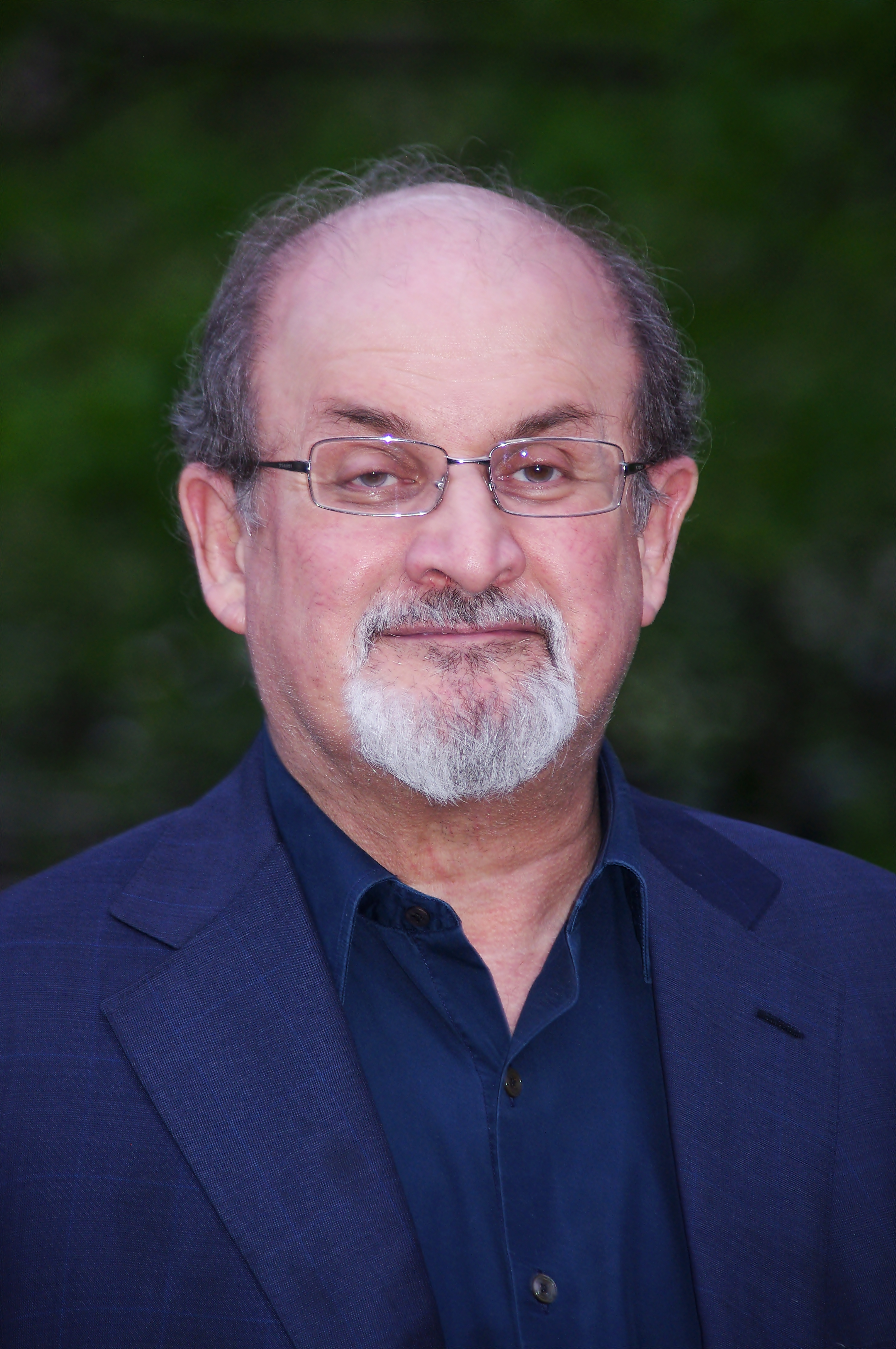
Salman Rushdie werd neergestoken op 12 augustus

- De Brits-Indiase schrijver Salman Rushdie wordt, vlak voordat hij een lezing zou geven, neergestoken op een podium in Chautauqua en raakt daarbij zwaargewond.[14]

### 14 augustus
- Bij een brand in een kerk in de Egyptische stad Gizeh komen zeker 35 mensen om het leven en raken er zo'n 45 mensen gewond.[15]

### 16 augustus
- De Amerikaanse president Joe Biden ondertekent de Inflation Reduction Act, een belangrijke begrotingswet.

### 24 augustus
- Bij asielzoekerscentrum Ter Apel slapen 700 asielzoekers buiten ten gevolge van de asielcrisis.[16]

### 27 augustus
- Drie Nederlandse militairen raken in hun vrije tijd gewond bij een schietpartij in Indianapolis, waar zij op training waren.[17] Een van hen overleed later aan zijn verwondingen.[18]
- In het Nederlandse Zuidzijde rijdt een vrachtwagen in op een buurtfeest.[19] Daarbij vallen zeker zeven doden.[20]

### 30 augustus
- Door een staking van het NS-personeel in Midden-Nederland rijden er in heel Nederland geen NS-treinen, behalve tussen Amsterdam Centraal en Schiphol.[21]

## Overleden
<< · januari · februari · maart · april · mei · juni · juli · augustus · september · oktober · november · december · >>